# Hexachaeta nigriventris
Hexachaeta nigriventris är en tvåvingeart som beskrevs av Hernandez-ortiz 1999. Hexachaeta nigriventris ingår i släktet Hexachaeta och familjen borrflugor.
Artens utbredningsområde är Venezuela. Inga underarter finns listade i Catalogue of Life.